# Lejeunea auriculata
Lejeunea auriculata là một loài Rêu trong họ Lejeuneaceae. Loài này được (Wilson & Hook.) Sull. mô tả khoa học đầu tiên năm 1856.